# Beker van Huffelpuf
De Beker van Huffelpuf is een object uit Harry Potter en de Relieken van de Dood, het zevende en laatste boek uit de Harry Potter-boekenreeks, geschreven door J.K. Rowling. De Beker was van Helga Huffelpuf, een van de vier oprichters van Zweinsteins Hogeschool voor Hekserij en Hocus-Pocus. In de beker is dan ook een das gegraveerd, het wapen van Helga Huffelpuf.
De Beker is een erfstuk van Orchidea Smid, van wie het later door Heer Voldemort gestolen werd. Voldemort was gefascineerd door de erfstukken van de stichters van Zweinstein, aangezien hij dit kasteel als zijn thuis zag, en dus de erfstukken als zijn gedeelde eigendom. De Beker is een Gruzielement geworden van Voldemort en werd door Bellatrix van Detta verborgen in haar familiekluis bij Goudgrijp.
De Beker werd door Harry Potter uit Goudgrijp gestolen, met behulp van zijn vrienden Ron Wemel en Hermelien Griffel, en in het bijzijn van een kobold en een Dooddoener.
De Beker van Huffelpuf is vernietigd op de dag van de Slag om Zweinstein door Hermelien Griffel, met behulp van een giftand van de Basilisk uit de Geheime Kamer.